# 19 januari
19 januari är den 19:e dagen på året i den gregorianska kalendern. Det återstår 346 dagar av året (347 under skottår).

## Återkommande bemärkelsedagar

### Helgondagar
- Knut den heliges festdag (förutom i Sverige och Finland, där han firas den 13 januari)
- Henriksdagen/Hindersmässa efter biskop Henrik (se nedan)[1]

### Högtidsdagar
- Trettondedag jul i Armeniska Jerusalemspatriarkatet[2]

## Namnsdagar

### I den svenska almanackan
- Nuvarande – Henrik och Henry
- Föregående i bokstavsordning
  - Henrik – Namnet har, till minne av biskop Henrik, funnits på dagens datum sedan medeltiden och har inte flyttats. Enligt legenden dödades Henrik den 20 januari, men då denna dag var upptagen av mer prominenta helgon fick han istället sin minnesdag denna dag.
  - Henrika – Namnet infördes på dagens datum 1986, men utgick 1993. 2001 återinfördes det på 22 augusti.
  - Henry – Namnet infördes på dagens datum 1986 och utgick 2001, men återinfördes 2022.
  - Hindersmässa – Denna benämning, som är en folklig variant av Henriksmässa, fanns, till minne av biskop Henrik, på dagens datum fram till 1901, då den utgick.
- Föregående i kronologisk ordning
  - Före 1901 – Henrik och Hindersmässa
  - 1901–1985 – Henrik
  - 1986–1992 – Henrik, Henrika och Henry
  - 1993–2000 – Henrik och Henry
  - 2001–2021 – Henrik
  - Från 2022 – Henrik och Henry
- Källor
  - Brylla, Eva (red.): Namnlängdsboken, Norstedts ordbok, Stockholm, 2000. ISBN 91-7227-204-X
  - af Klintberg, Bengt: Namnen i almanackan, Norstedts ordbok, Stockholm, 2001. ISBN 91-7227-292-9

### Finlandssvenska almanackan
- Nuvarande från 1989[3] – Henrik, Henry, Henrika, Henrietta
- I föregående revideringar[a][4]
  - 1929–1949 – Henrik, Henrika
  - 1950–1972 – Henrik, Henry
  - 1973–1988 – Henrik, Henry, Henrika

## Händelser
- 973 – Sedan Johannes XIII har avlidit året före väljs Benedictus VI till påve.[5]
- 1419 – Under det pågående hundraårskriget intar engelsmännen, under kung Henrik V:s ledning, den franska staden Rouen och därmed faller hela Normandie i engelsmännens händer.
- 1520 – Under det pågående kriget mellan Sverige och Danmark blir svenskarna besegrade av danskarna i slaget på Åsundens is vid Bogesund (nuvarande Ulricehamn). Den svenske riksföreståndaren Sten Sture den yngre såras dödligt i slaget och avlider den 3 februari på väg mot Stockholm.
- 1853 – Operan Trubaduren av Giuseppe Verdi uruppförs i Rom.
- 1909 – Den svenske träsnidaren Axel Petersson, som blir känd som Döderhultarn, får sitt genombrott på en utställning för svenska humorister.
- 1913 – Eftersom det rådande modet förespråkar, att damer i sina hattar ska ha så kallade ”hattnålar” (spetsiga stavar, som är flera decimeter långa), börjar man på Stockholms spårvägar sälja hattnålsskydd, för att skydda andra passagerare mot dessa, som man kallar ”fruktansvärda spjut”.
- 1915 – Under det pågående första världskriget släpper en tysk zeppelinare bomber över Storbritanniens huvudstad London, vilket blir första gången som mer än 20 personer dödas i en bombräd.
- 1925 – Den svenske företagaren Albin Hagström registrerar sin firma med samma namn, som inriktar sig på försäljning av dragspel och så småningom blir internationellt känd.
- 1942 – Under det pågående andra världskriget inleder Japan en invasion av den brittiska asiatiska kolonin Burma. Snart har japanerna trängt ner till Filippinerna och hotar Australien.
- 1943 – Det svenska minfartyget Älvsnabben sjösätts. Fram till dess att hon skrotas 1982 kommer hon att göra 25 långresor.
- 1960 – Det svenska flygplanet Scandinavian Airlines Flight 871 havererar vid inflygningen till Turkiets huvudstad Ankara, varvid 42 personer (därav 6 svenskar) omkommer i flygbolaget SAS' första haveri.
- 1965 – Gemini 2 skjuts upp[6]
- 1981 – USA och Iran kommer, genom fördraget i Alger, överens om att de 52 amerikaner, som har suttit som gisslan på amerikanska ambassaden i Teheran sedan 4 november 1979, ska friges. Frigivningen sker dagen därpå, några minuter efter att Ronald Reagan har tillträtt posten som USA:s president.
- 1983 – Apple Lisa är introducerades av Apple Inc.
- 1987 – Det svenska bioteknikföretaget Fermenta stängs av från börsen sedan revisorerna har funnit allvarliga fel i dess bokföring.
- 1997 – Den palestinska befrielseorganisationen PLO:s ledare Yassir Arafat återvänder till Hebron på Västbanken efter mer än 30 års bortavaro.
- 2006 – Rymdsonden New Horizons skjuts upp[6]

## Födda
- 1544 – Frans II, skotsk prinsgemål (gift med Maria I) och kung av Frankrike
- 1736 – James Watt, brittisk uppfinnare
- 1754 – Sven Caspersson Wijkman, svensk teol. professor kalsenianus, politiker och biskop i Västerås stift
- 1790 – Per Daniel Amadeus Atterbom, svensk författare, ledamot av Svenska Akademien från 1839
- 1798 – Auguste Comte, fransk filosof, grundare av positivismen
- 1807
  - Robert M. Charlton, amerikansk demokratisk politiker och jurist, senator för Georgia
  - Robert E. Lee, amerikansk militär, överbefälhavare för Amerikas konfedererade staters stridskrafter under amerikanska inbördeskriget
- 1808 – Lysander Spooner, amerikansk jurist, individualanarkist, slaverimotståndare och statskritiker
- 1809 – Edgar Allan Poe, amerikansk poet och novellförfattare
- 1821 – Ferdinand Gregorovius, tysk historiker och författare
- 1826
  - Johan Teodor Nordling, svensk orientalist och professor i semitiska språk
  - Rudolf Wall, svensk tidningsman, grundare av Dagens Nyheter
- 1835 – Ludvig Michael Runeberg, finländsk konstnär och kaméskärare
- 1839 – Paul Cézanne, fransk målare
- 1843 – William Mulock, kanadensisk politiker
- 1845 – Joseph M. Carey, amerikansk republikansk politiker och jurist, senator för Wyoming, guvernör i samma delstat
- 1848 – Matthew Webb, brittisk kapten, den förste som simmade över Engelska kanalen
- 1853 – Stephen M. White, amerikansk demokratisk politiker, senator för Kalifornien
- 1866
  - Carl Theodor Zahle, dansk advokat, pacifist och politiker, statsminister
  - Ernst Danielson, svensk elektroingenjör och en av pionjärerna inom den svenska högspänningstekniken
- 1887 – Paul Hagman, svensk skådespelare
- 1892 – Scott W. Lucas, amerikansk demokratisk politiker
- 1898 – Sanfrid Neander-Nilsson, svensk arkeolog, författare och tidningsman
- 1906
  - Lilian Harvey, brittiskfödd tysk skådespelare
  - Sven Romanus, svensk ämbetsman, ordförande i Högsta Domstolen, Sveriges justitieminister
- 1908 – Carl Öst, svensk kristen sångare och musiker
- 1920 – Javier Pérez de Cuéllar, peruansk diplomat och politiker, Förenta nationernas generalsekreterare 1982-1991 (död 2020)
- 1921 – Patricia Highsmith, amerikansk författare
- 1923 – Jean Stapleton, amerikansk skådespelare och sångerska
- 1924 – Nicholas Colasanto, amerikansk skådespelare
- 1930
  - Tom Cox, brittisk parlamentsledamot för Labour (död 2018)
  - Tippi Hedren, amerikansk skådespelare och fotomodell
- 1932 – William P. Hobby Jr., amerikansk demokratisk politiker
- 1937 – Birgitta, svensk-tysk prinsessa, syster till Carl XVI Gustaf (död 2024)
- 1939 – Phil Everly, amerikansk musiker, medlem i duon The Everly Brothers
- 1943
  - Peter Atkinson, brittisk parlamentsledamot för de konservativa
  - Janis Joplin, amerikansk sångare
  - Margriet, nederländsk prinsessa
- 1946 – Dolly Parton, amerikansk sångare, låtskrivare, musiker och skådespelare
- 1947 – Stefan Borsch, svensk dansbandssångare
- 1949
  - Robert Palmer, brittisk musiker
  - Mikael Ramel, svensk musiker
- 1952 – Freddy Maertens, belgisk proffscyklist
- 1954
  - Katey Sagal, amerikansk skådespelare
  - Cindy Sherman, amerikansk fotograf och konstnär
  - Katharina Thalbach, tysk skådespelare
- 1963 – John Bercow, brittisk parlamentsledamot för de konservativa, talman i brittiska underhuset
- 1965 – Peter Lindgren, svensk journalist
- 1966
  - Yukiko Duke, svensk journalist och översättare
  - Stefan Edberg, svensk tennisspelare, bragdmedaljör 1990
  - Lena Philipsson, svensk artist
- 1969 – Wendy Moniz, amerikansk skådespelare
- 1972 – Drea de Matteo, amerikansk skådespelare
- 1977 – Jenny Johansson, svensk orienterare
- 1979 – Svetlana Chorkina, rysk gymnast
- 1980 – Jenson Button, brittisk racerförare
- 1982 – Jodie Sweetin, amerikansk skådespelare
- 2006 – Ryder Dodd, amerikansk vattenpolospelare

## Avlidna
- 639 – Dagobert I, omkring 36, frankisk kung av Austrasien 623–632, av Neustrien och Burgund 629–632, av Frankerriket 632–634 samt åter av Neustrien och Burgund sedan 634
- 1526 – Elisabet av Österrike, 24, Danmarks och Norges drottning 1515–1523 och Sveriges drottning 1520–1521 (gift med Kristian II)
- 1571 – Paris Bordone, 70, italiensk konstnär
- 1819 – Karl IV, 70, kung av Spanien 1788–1808
- 1822 – William Hindman, 78, amerikansk politiker, senator för Maryland 1800–1801
- 1865 – Pierre-Joseph Proudhon, 56, fransk socialistisk-anarkistisk tänkare
- 1870 – James S. Green, 52, amerikansk demokratisk politiker och diplomat, senator för Missouri 1857–1861
- 1895 – Adolf Wilhelm Roos, 70, finlandssvensk politiker, generaldirektör för det svenska postverket 1867–1889
- 1905 – Benjamin F. Rice, 76, amerikansk republikansk politiker, senator för Arkansas 1868–1873
- 1913 – George C. Pendleton, 67, amerikansk demokratisk politiker, kongressledamot 1893–1897
- 1927 – Charlotte av Belgien, 86, kejsarinna av Mexiko 1864–1867
- 1940 – William Borah, 74, amerikansk republikansk politiker, senator för Idaho sedan 1907
- 1943 – Arthur Natorp, 52, svensk regissör och skådespelare
- 1948 – Tony Garnier, 78, fransk arkitekt
- 1963 – Gösta Gustafson, 76, svensk skådespelare
- 1969 – Jan Palach, 20, tjeckoslovakisk historiestudent som tre dagar tidigare satte eld på sig själv i protest mot den sovjetledda invasionen av Tjeckoslovakien året före
- 1976 – Dan Thornton, 64, amerikansk republikansk politiker, guvernör i Colorado 1951–1955
- 1980 – Ingeborg Bengtson, 88, svensk skådespelare
- 1981 – Francesca Woodman, 22, amerikansk fotograf
- 1982 – Börje Larsson, 71, svensk regissör, manusförfattare, sångtextförfattare och skådespelare
- 1998
  - Bengt Eklund, 73, svensk skådespelare
  - Carl Perkins, 65, amerikansk musiker
- 2000
  - Bettino Craxi, 65, italiensk politiker, Italiens premiärminister 1983–1987
  - Hedy Lamarr, 85, österrikisk-amerikansk skådespelare, uppfinnare
- 2003
  - Ensio Siilasvuo, 81, finländsk general
  - Ingmar Ström, 90, svensk kyrkoman, biskop i Stockholms stift 1971–1979
- 2005 – Torsten L. Lindström, 83, svensk elektronikingenjör
- 2006
  - Anthony Franciosa, 77, amerikansk skådespelare
  - Wilson Pickett, 65, amerikansk rhythm & blues- och soulmusiker
- 2007
  - Hrant Dink, 52, turkisk journalist av armenisk härkomst (mördad)
  - Denny Doherty, 66, kanadensisk-amerikansk sångare och musiker, medlem i gruppen The Mamas & the Papas
- 2008 – Suzanne Pleshette, 70, amerikansk skådespelare
- 2009 – José Torres, 72, puertoricansk boxare
- 2010
  - Kevin O'Shea, 62, kanadensisk ishockeyspelare
  - Mahmoud al-Mabhouh, 49, palestinsk Hamas-ledare (mördad)
- 2011 – Ernest McCulloch, 84, kanadensisk cellbiolog och pionjär inom stamcellsforskning
- 2012
  - Giancarlo Bigazzi, 71, italiensk låtskrivare
  - Peter Åslin, 49, svensk ishockeyspelare
- 2013
  - Taihō Kōki, 72, japansk sumobrottare
  - Bengt Ohlson, 81, svensk riksspelman
  - Andrée Putman, 87, fransk formgivare och inredare
- 2014
  - Gordon Hessler, 88, brittisk film- och tv-regissör samt manusförfattare och producent
  - Bert Williams, 93, brittisk fotbollsspelare
- 2015
  - Robert Manzon, 97, fransk racerförare, siste överlevande deltagaren från första F1-säsongen
  - Ward Swingle, 87, amerikansk kompositör, sångare och musiker
  - Peter Wallenberg, 88, svensk företagsledare
- 2016 – Ettore Scola, 84, italiensk manusförfattare och filmregissör
- 2018 – Dorothy Malone, 93, amerikansk skådespelare
- 2023 – David Crosby, 81, amerikansk sångare och gitarrist